# 阮朝進士列表
本列表是阮朝的進士、制科等的總表。阮朝的庭試共举行過37科，制科2，录取了280名进士和10名武進士（不包括制科和副榜）。

## 嘉隆朝
嘉隆帝年間僅舉行鄉貢（鄉試），未舉行會試及庭試。

## 明命朝
- 明命三年壬午科進士（1822年）
- 明命七年丙戌科進士（1826年）
- 明命十年己丑科進士（1829年）
- 明命十三年壬辰科進士（1832年）
- 明命十六年乙未科進士（1835年）
- 明命十九年戊戌科進士（1838年）

## 紹治朝
- 紹治元年辛丑恩科進士（1841年）
- 紹治二年壬寅恩科進士（1842年）
- 紹治三年癸卯科進士（1843年）
- 紹治四年甲辰科進士（1844年）
- 紹治七年丁未科進士（1847年）

## 嗣德朝
- 嗣德元年戊申恩科進士（1848年）
- 嗣德二年己酉科進士（1849年）
- 嗣德四年辛亥科進士（1851年）
- 嗣德四年辛亥制科吉士（1851年）
- 嗣德六年癸丑科進士（1853年）
- 嗣德九年丙辰科進士（1856年）
- 嗣德十五年壬戌科進士（1862年）
- 嗣德十八年乙丑科進士（1865年）
- 嗣德十八年乙丑科雅士（1865年）
- 嗣德二十一年戊辰科進士（1868年）
- 嗣德二十二年己巳恩科進士（1869年）
- 嗣德二十四年辛未科進士（1871年）
- 嗣德二十八年乙亥科進士（1875年）
- 嗣德三十年丁丑科進士（1877年）
- 嗣德三十二年己卯科進士（1879年）
- 嗣德三十三年庚辰科進士（1880年）

## 建福朝
- 建福元年甲申恩科進士（1884年）

## 咸宜朝
- 咸宜元年乙酉恩科貢士（1885年）
  - 本科已舉行庭試，但因尊室說發動勤王運動無法舉行傳臚，名單亦因此丟失，中式貢士大多後來均准直接參與殿試。

## 成泰朝
- 成泰元年己丑科進士（1889年）
- 成泰四年壬辰科進士（1892年）
- 成泰七年乙未科進士（1895年）
- 成泰十年戊戌科進士（1898年）
- 成泰十三年辛丑科進士（1901年）
- 成泰十六年甲辰科進士（1904年）
- 成泰十九年丁未科進士（1907年）

## 維新朝
- 維新四年庚戌科進士（1910年）
- 維新七年癸丑科進士（1913年）

## 啟定朝
- 啟定元年丙辰科進士（1916年）
- 啟定四年己未科進士（1919年）

## 武進士
武進士只在嗣德朝出現。
- 嗣德十八年乙丑科武進士（1865年）
- 嗣德二十一年戊辰科武進士（1868年）
- 嗣德二十二年己巳恩科武進士（1848年）
- 嗣德二十四年辛未武科副榜（1871年）
- 嗣德二十八年乙亥武科副榜（1875年）
  - 嗣德二十四年辛未科和嗣德二十八年乙亥科均未產生武進士。